# Missouri (stan)
Missouri (wymowa:/mɪˈzʊəri/ⓘ) – stan w Stanach Zjednoczonych, leżący w regionie Midwest, na wschodnim skraju Wielkich Równin. Swoją nazwę bierze od rzeki Missouri, uchodzącej na jego terytorium do Missisipi.
Z eksportem o łącznej wartości ponad 7,3 miliarda dolarów, Missouri jest światowym liderem w zaawansowanej produkcji, szczególnie produkcji lotniczej i motoryzacyjnej. Solidną podstawę gospodarki Missouri stanowi rolnictwo, a około dwie trzecie gruntów jest wykorzystywanych w celach rolniczych.
Stolicą stanu jest Jefferson City, największym miastem Kansas City, a największym obszarem metropolitalnym Saint Louis (2,8 mln mieszk.).
Odkąd rząd federalny przywrócił karę śmierci w 1976 r. w stanie Missouri wykonano co najmniej 91 egzekucji więźniów (stan na 1 kwietnia 2022 r.).

## Symbole stanu
- Dewiza: Salus Populi Suprema Lex Esto („Niech dobro ludu będzie najwyższym prawem”)
- Przydomek (nieoficjalny): The Show-Me State („Stan «Pokaż mi»” – aluzja do domniemanego sceptycyzmu i konserwatyzmu mieszkańców stanu)[2][7]
- Symbole: błękitnik rudogardły, crataegus mollis (kwiat), dereń kwiecisty, muł

## Historia
Terytorium dzisiejszego stanu przeszło pod kontrolę Stanów Zjednoczonych w 1803 w wyniku zakupu Luizjany. W 1821 stan został przyjęty do Unii w ramach tzw. Kompromisu Missouri, który zezwalał na wprowadzenie niewolnictwa w nowym stanie. Podczas wojny secesyjnej Missouri pozostało formalnie częścią Unii, choć duża część ludności stanu popierała secesję. W trakcie 1861 siły federalne zdobyły kontrolę nad stanem i utrzymały ją do końca wojny, instalując rząd popierający Unię. Część parlamentu stanowego uciekła ze stanu i zagłosowała za secesją 31 października 1861, tak więc stan zaliczany jest przynajmniej częściowo do Skonfederowanych Stanów Ameryki, jako że te uważały Missouri za własne terytorium pod wrogą okupacją. Przez cały okres wojny w stanie trwała wojna partyzancka. Pod koniec wojny, na jesieni 1864 silna wyprawa kawalerii konfederatów (tzw. Rajd Price’a) usiłowała zdobyć główne miasta stanu, jednak po serii bitew została zmuszona do wycofania się.

## Geografia
Missouri graniczy z ośmioma innymi stanami: Iową na północy, Illinois na wschodzie, Tennessee i Kentucky na południowym wschodzie, Arkansas na południu, Oklahomą na południowym zachodzie, Kansas na zachodzie oraz Nebraską na północnym zachodzie.
Wschodnią granicę stanu wyznacza rzeka Missisipi, a z zachodu na wschodu stan przecina uchodząca do Missisipi rzeka Missouri.
Wyżyna Ozark zajmuje większą, południową część stanu Missouri. Cechuje się ona zalesionymi wzgórzami, dużymi jeziorami i czystymi rzekami.
- Klimat: podzwrotnikowy, kontynentalny; roczna suma opadów od 700 do 1100 mm (w zależności od regionu)
- Roślinność: lasy dębowo-hikorowe na wyżynie Ozark, poza tym krajobraz rolniczy
- Najwyższy szczyt: Taum Sauk Mountain (540 m n.p.m.)

### Miejscowości
Na terenie stanu Missouri znajduje się 939 miast (city lub town) i wsi (village), w tym 6 o liczbie ludności przekraczającej 100 000, 79 powyżej 10 000 mieszkańców, a 336 powyżej 1000 mieszkańców (2021 r.).
Lista miast zamieszkanych przez 10 000 lub więcej osób (2021 r.):

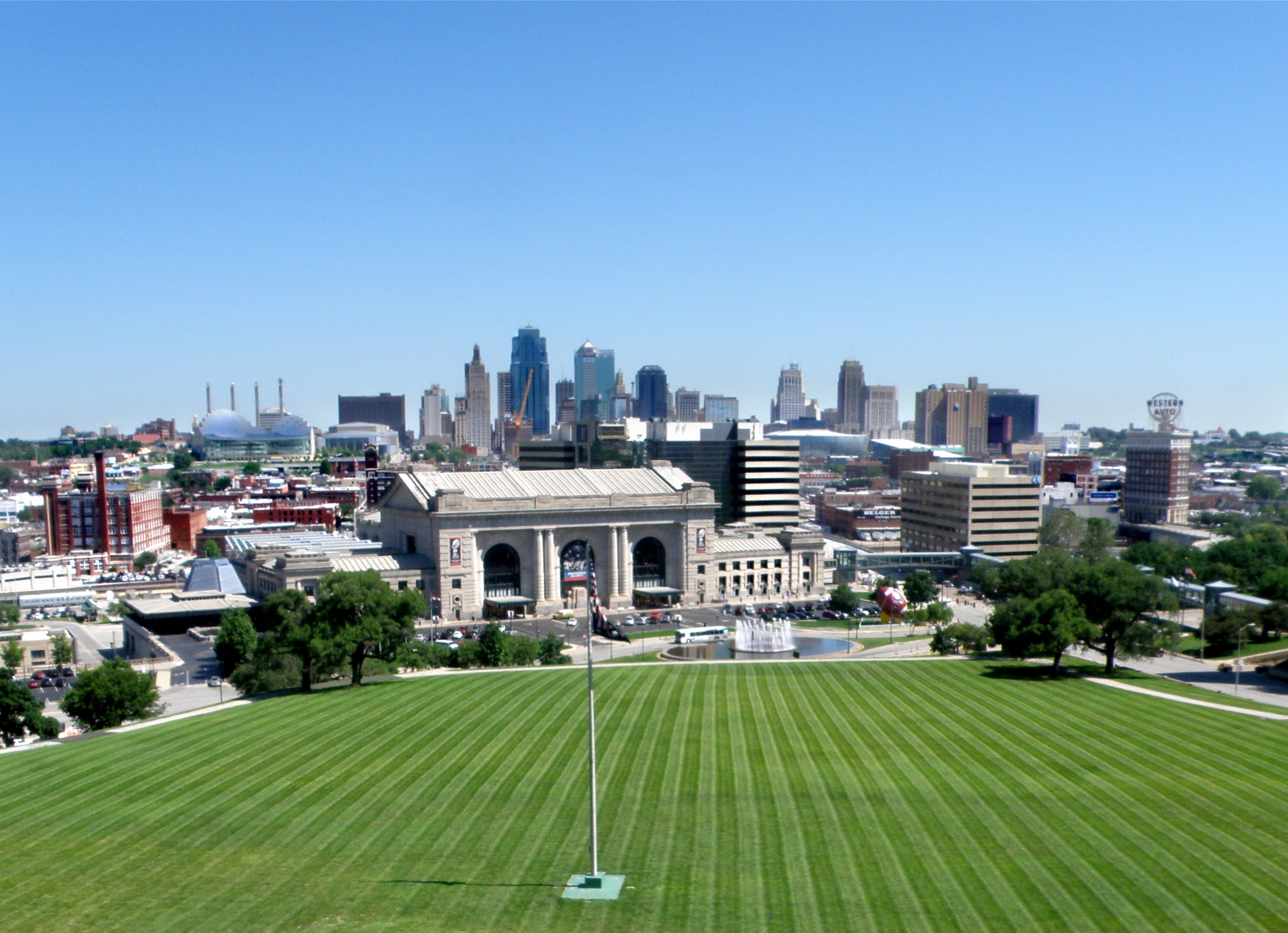
Kansas City (508 394)
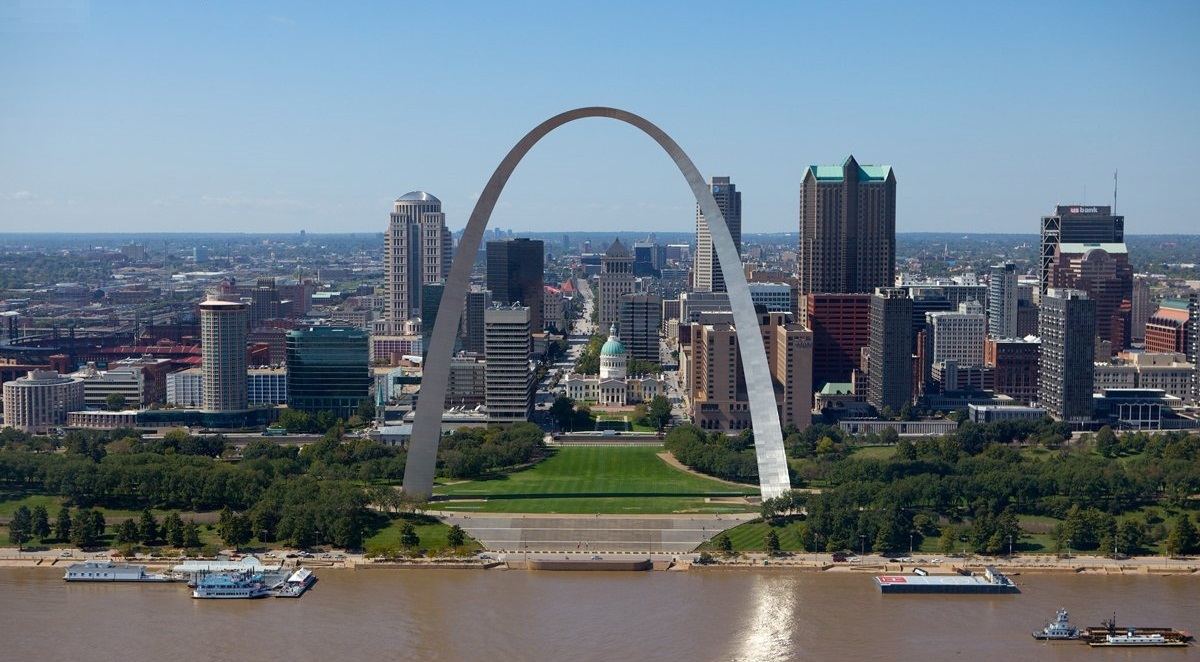
St. Louis (293 310)
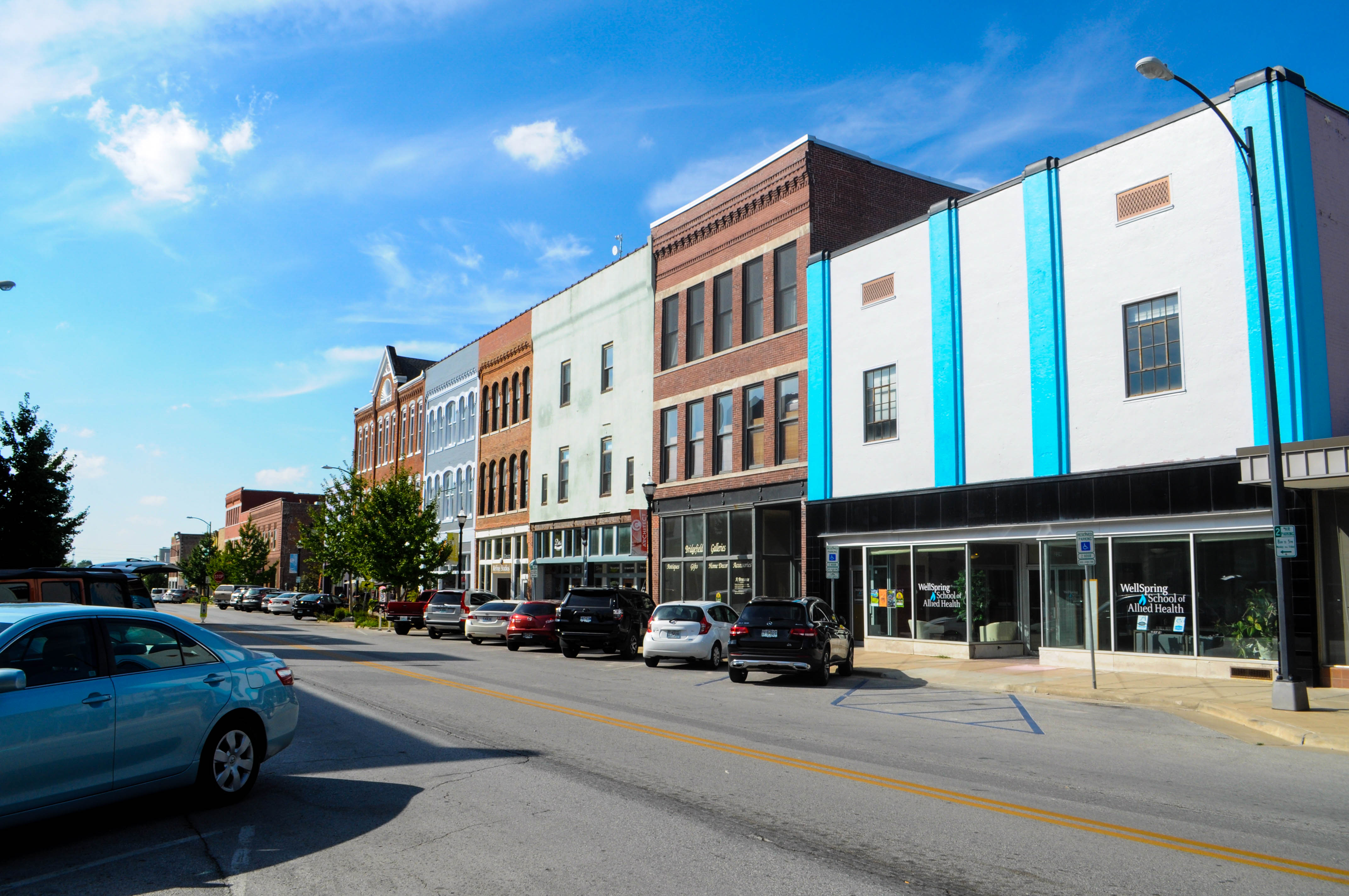
Springfield
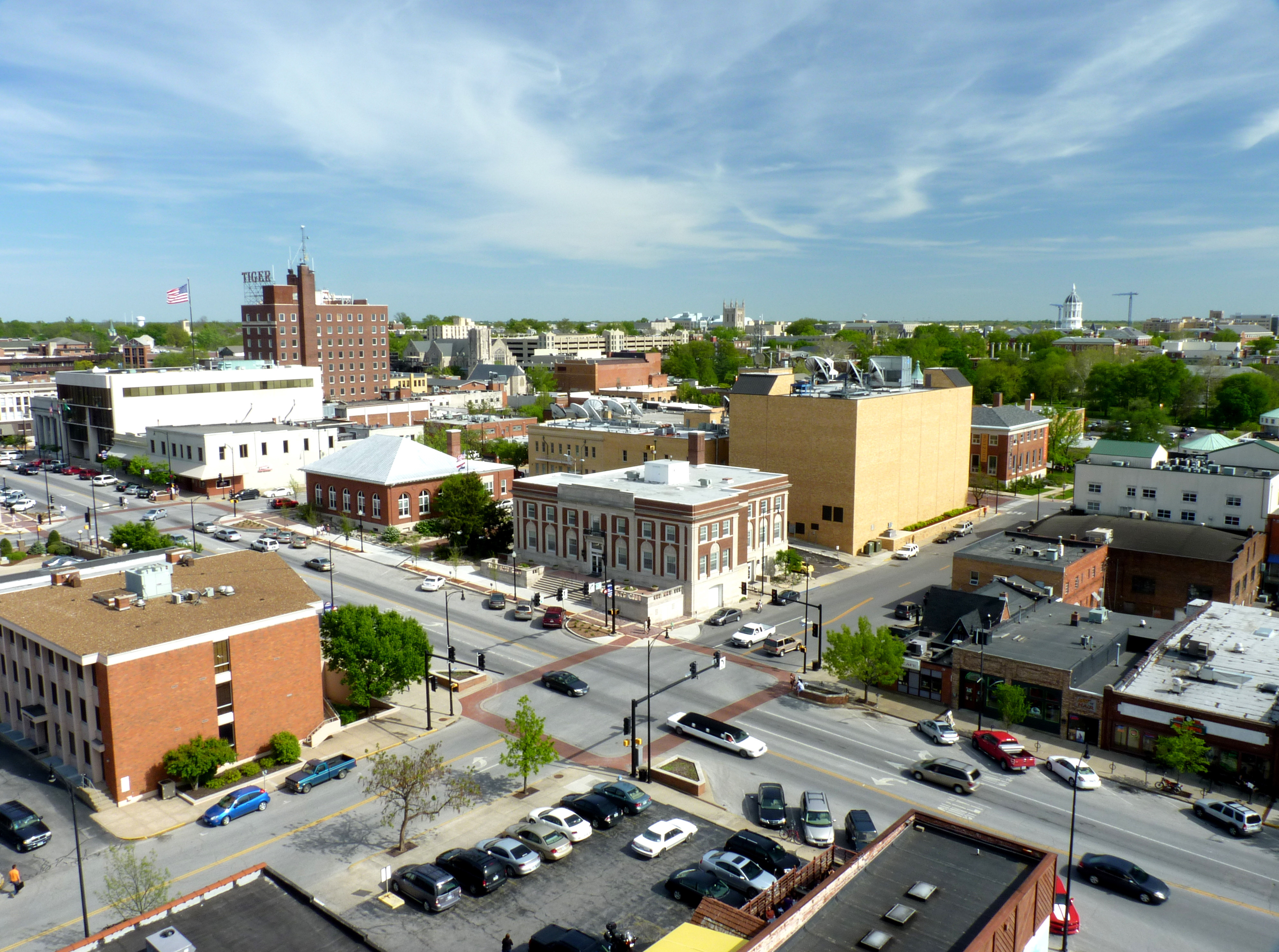
Columbia

- Springfield (169 724)
- Columbia (126 853)
- Independence (122 088)
- Lee’s Summit (102 781)
- O’Fallon (93 644)
- St. Joseph (71 602)
- St. Charles (70 820)
- Blue Springs (59 430)
- St. Peters (58 129)
- Florissant (52 003)
- Joplin (51 846)
- Chesterfield (49 703)
- Wentzville (45 452)
- Jefferson City (42 772)
- Cape Girardeau (39 820)
- Wildwood (35 255)
- University City (34 629)
- Ballwin (30 870)
- Liberty (30 377)
- Raytown (29 580)
- Kirkwood (29 371)
- Maryland Heights (28 024)
- Gladstone (27 017)
- Grandview (25 844)
- Hazelwood (25 241)
- Belton (24 197)
- Raymore (24 164)
- Nixa (24 137)
- Webster Groves (23 770)
- Ozark (21 866)
- Sedalia (21 809)
- Arnold (20 819)
- Rolla (20 129)
- Warrensburg (19 638)
- Republic (19 136)
- Creve Coeur (18 660)
- Ferguson (18 343)
- Farmington (18 295)
- Manchester (18 240)
- Kirksville (17 542)
- Lake St. Louis (17 311)
- Hannibal (17 067)
- Clayton (16 943)
- Poplar Bluff (16 145)
- Sikeston (16 135)
- Grain Valley (16 002)
- Overland (15 775)
- Carthage (15 538)
- Jackson (15 515)
- Lebanon (15 054)
- Washington (14 916)
- Moberly (13 904)
- Marshall (13 506)
- Troy (13 358)
- Webb City (13 251)
- Dardenne Prairie (12 933)
- St. Ann (12 900)
- Jennings (12 886)
- Branson (12 883)
- Festus (12 874)
- Fulton (12 721)
- Neosho (12 687)
- Union (12 458)
- Crestwood (12 338)
- West Plains (12 170)
- Eureka (12 154)
- Mexico (11 523)
- Town and Country (11 503)
- Bridgeton (11 380)
- Bolivar (10 949)
- Maryville (10 847)
- Kearney (10 741)
- Bellefontaine Neighbors (10 615)
- Excelsior Springs (10 589)
- Smithville (10 552)
- Kennett (10 288)
- Harrisonville (10 042)

- Kansas City
- St. Louis
- Springfield
- Columbia

## Demografia

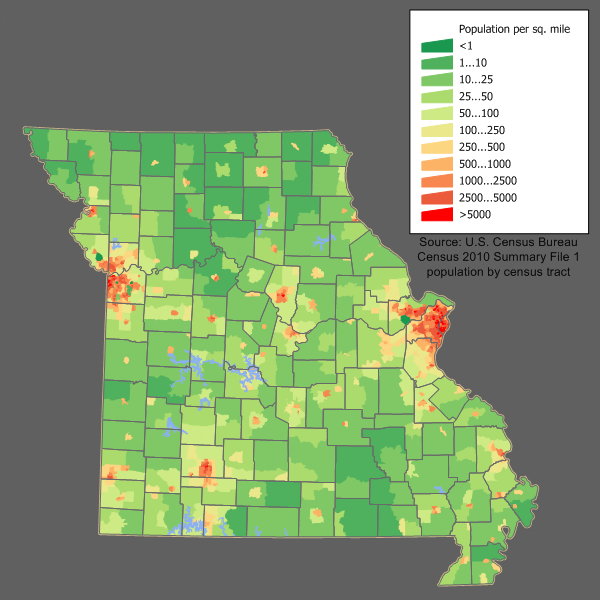
Mapa gęstości zaludnienia w 2010 r.

Spis ludności z roku 2020 stwierdza, że stan Missouri liczy 6 154 913 mieszkańców, co oznacza wzrost o 165 986 (2,8%) w porównaniu z poprzednim spisem z roku 2010. Dzieci poniżej piątego roku życia stanowią 6,0% populacji, 22,3% mieszkańców nie ukończyło jeszcze osiemnastego roku życia, a 17,3% to osoby mające 65 i więcej lat. 50,9% ludności stanu stanowią kobiety.

### Język
W użyciu są głównie: język angielski (93,4%) i język hiszpański (2,9%).

### Rasy i pochodzenie
Według danych pięcioletnich z 2023 roku, 78,3% mieszkańców stanowiła ludność biała (76,8% nie licząc Latynosów), 11,1% to czarnoskórzy Amerykanie lub Afroamerykanie, 6,3% miało rasę mieszaną, 2,1% to Azjaci, 0,27% to rdzenna ludność Ameryki, 0,16% to Hawajczycy i mieszkańcy innych wysp Pacyfiku. Latynosi stanowią 5,1% ludności stanu.
Największe grupy stanowią osoby pochodzenia niemieckiego (21,4%), irlandzkiego (11,8%), angielskiego (11,2%), afroamerykańskiego i „amerykańskiego” (6,8%). Obecne są także duże grupy osób pochodzenia włoskiego (196,4 tys.), meksykańskiego (195,1 tys.), szkockiego lub szkocko–irlandzkiego (162,9 tys.), europejskiego (nieokreślonego) (160,4 tys.) i francuskiego (155,3 tys.). 97 tys. (1,6%) osób deklaruje pochodzenie polskie.

## Religia
Struktura religijna w 2014 roku:
- protestanci – 58%:

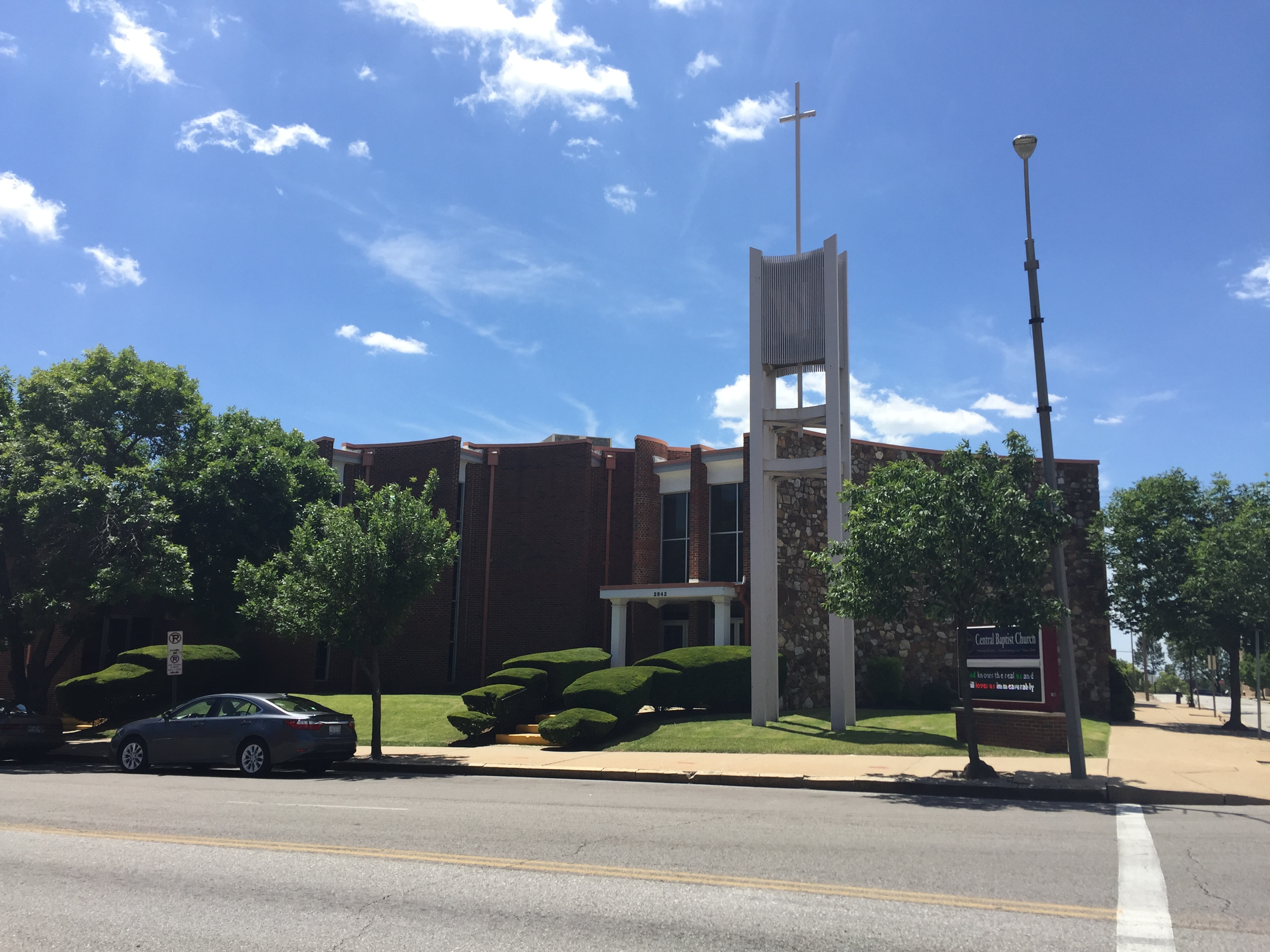
Centralny Kościół Baptystów w St. Louis

  - ewangelikalni – 36% (gł. baptyści, zielonoświątkowcy, bezdenominacyjni, luteranie i campbellici)[12],
  - głównego nurtu – 16% (gł. metodyści i baptyści)[12],
  - historyczni czarni protestanci – 6%,
- bez religii – 20% (w tym: 3% agnostycy i 2% ateiści),
- katolicy – 16%,
- mormoni – 1,5%,
- inne religie – 4,5% (w tym: żydzi, świadkowie Jehowy, muzułmanie, scjentyści, hinduiści, buddyści, New Age, prawosławni, unitarianie uniwersaliści, bahaiści, irwingianie i sikhowie[13]).

Największe stężenie protestantów ewangelikalnych występuje na południu, wokół takich miast, jak: Springfield, Cape Girardeau czy Joplin. Hrabstwo Christian posiada najwyższy odsetek zielonoświątkowców w Stanach Zjednoczonych.
Kościół katolicki pozostaje szczególnie silny na obszarach St. Louis i Kansas City. Gminy żydowskie mają dobrze prosperujące społeczności w większych miastach, a w górach Ozark i kilku innych miejscach znajdują się małe kolonie amiszów. W zachodniej części stanu, jest historyczny „Kraj Mormonów”. Około 1831 roku wyznawcy Józefa Smitha, założyciela kościoła mormonów, osiedlili się w Independence.

## Gospodarka

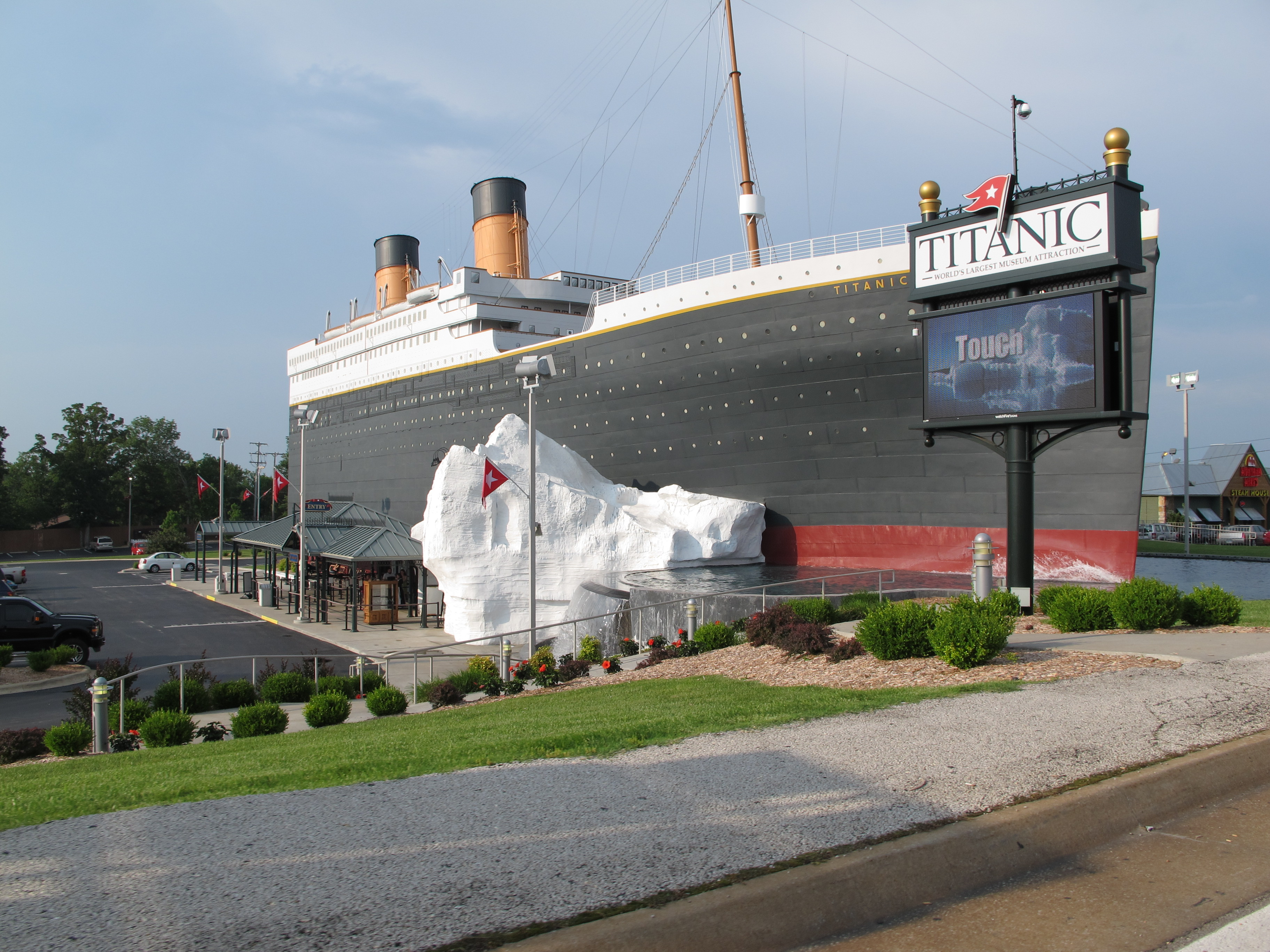
Muzeum Titanica w Branson

Missouri jest ważnym węzłem komunikacyjnym w Stanach Zjednoczonych u zbiegu dwóch najdłuższych rzek – Missouri i Mississippi. Stanowa infrastruktura i lokalizacja dają spedytorom możliwość transportu surowców i gotowych produktów koleją, rzeką, autostradą i powietrzem do miejsc docelowych w całym kraju.
Na początku XXI wieku stan Missouri należał do przodujących stanów w kraju pod względem niektórych rodzajów produkcji, zwłaszcza produkcji sprzętu lotniczego i transportowego, w tym montażu samochodów. Władze federalne, stanowe i lokalne stanowią największy segment sektora usługowego. Od końca XX wieku rozwinęły się turystyka i związane z nią usługi, a miasto Branson, które pozostaje symbolem wiejskiego stylu życia, co roku przyciąga miliony turystów.

### Rolnictwo

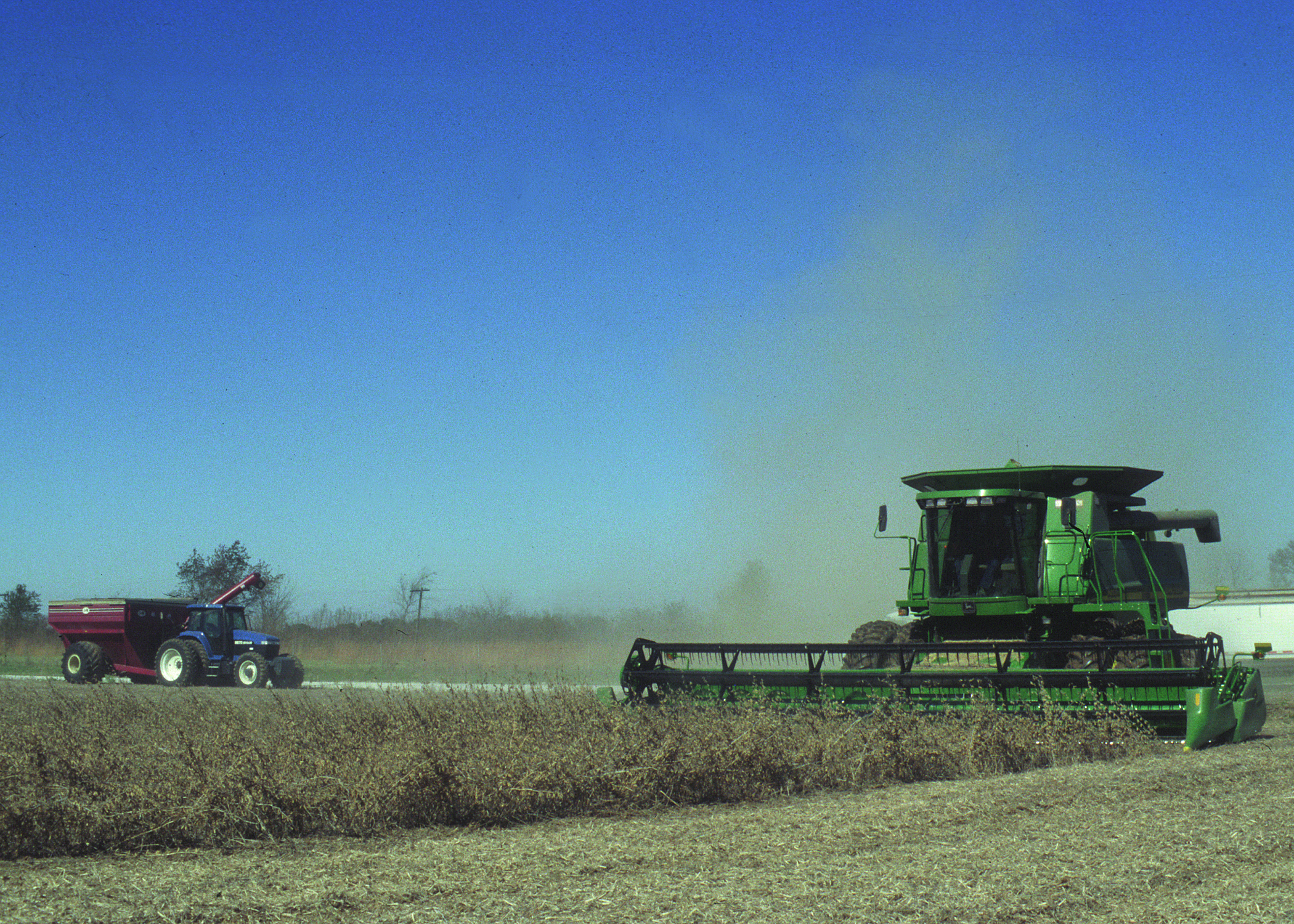
Żniwa soi w Missouri

Bogate gleby równin, pofałdowane wzgórza na północ od rzeki Missouri i południowo-wschodnie niziny tworzą żyzne regiony rolnicze w stanie. Duże uprawy kukurydzy i soi stanowią zaopatrzenia dla stanowego przemysłu biopaliwowego. Missouri w 2017 roku znalazło się w pierwszej dziesiątce stanów z największą hodowlą krów mięsnych (2,2 mln sztuk), świń (3,4 mln), brojlerów (291,1 mln) i indyków. Do produktów przynoszących największy zysk w stanie należą także bawełna i ryż.

### Energia
Elektrownie węglowe zapewniły 70% produkcji energii elektrycznej w stanie Missouri w 2020 roku, a więcej węgla zużyto do produkcji w Missouri, niż w jakimkolwiek innym stanie, z wyjątkiem Teksasu. W tym samym czasie jedyna elektrownia jądrowa – Callaway Nuclear Generating Station, wyprodukowała prawie 11% energii elektrycznej.
Na południe od rzeki Missouri, gęsto zalesiony płaskowyż Ozark ma duży potencjał zasobów biomasy, a otwarte prerie północnego i zachodniego Missouri mają najlepsze zasoby wiatrowe.

## Uczelnie

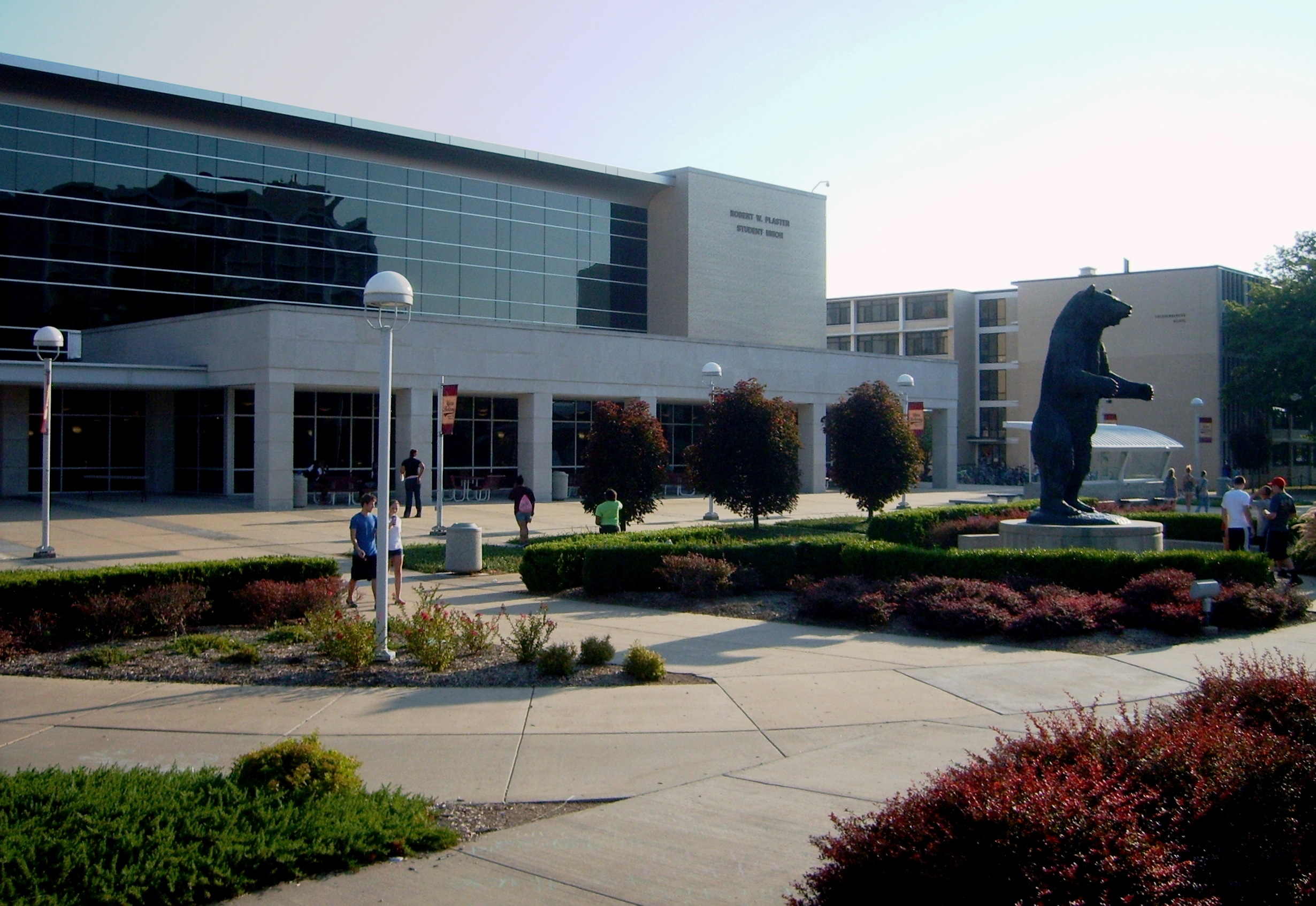
Uniwersytet Stanowy Missouri w Springfield

Wiele instytucji przyznających stopnie naukowe w Missouri jest powiązanych z jakimś chrześcijańskim wyznaniem religijnym. Uniwersytet Missouri (University of Missouri), flagowa uczelnia stanu, była pierwszym publicznym uniwersytetem na zachód od rzeki Mississippi. Do innych najwyżej ocenianych uczelni należą:
- Uniwersytet Waszyngtona w St. Louis (Washington University in St. Louis)
- Uniwersytet Saint Louis (Saint Louis University)
- Uniwersytet Nauki i Technologii Missouri (Missouri University of Science and Technology)
- Uniwersytet Missouri–St. Louis (University of Missouri–St. Louis)
- Uniwersytet Maryville (Maryville University of St. Louis)
- Uniwersytet Missouri-Kansas City (University of Missouri–Kansas City)
- Uniwersytet Stanowy Trumana (Truman State University)
- Kolegium Williama Jewella (William Jewell College)
- Uniwersytet Drury’ego (Drury University)
- Uniwersytet Stanowy Południowo-Wschodniego Missouri (Southeast Missouri State University)
- Uniwersytet Ewangelicki (Evangel University)